# Ökohaus

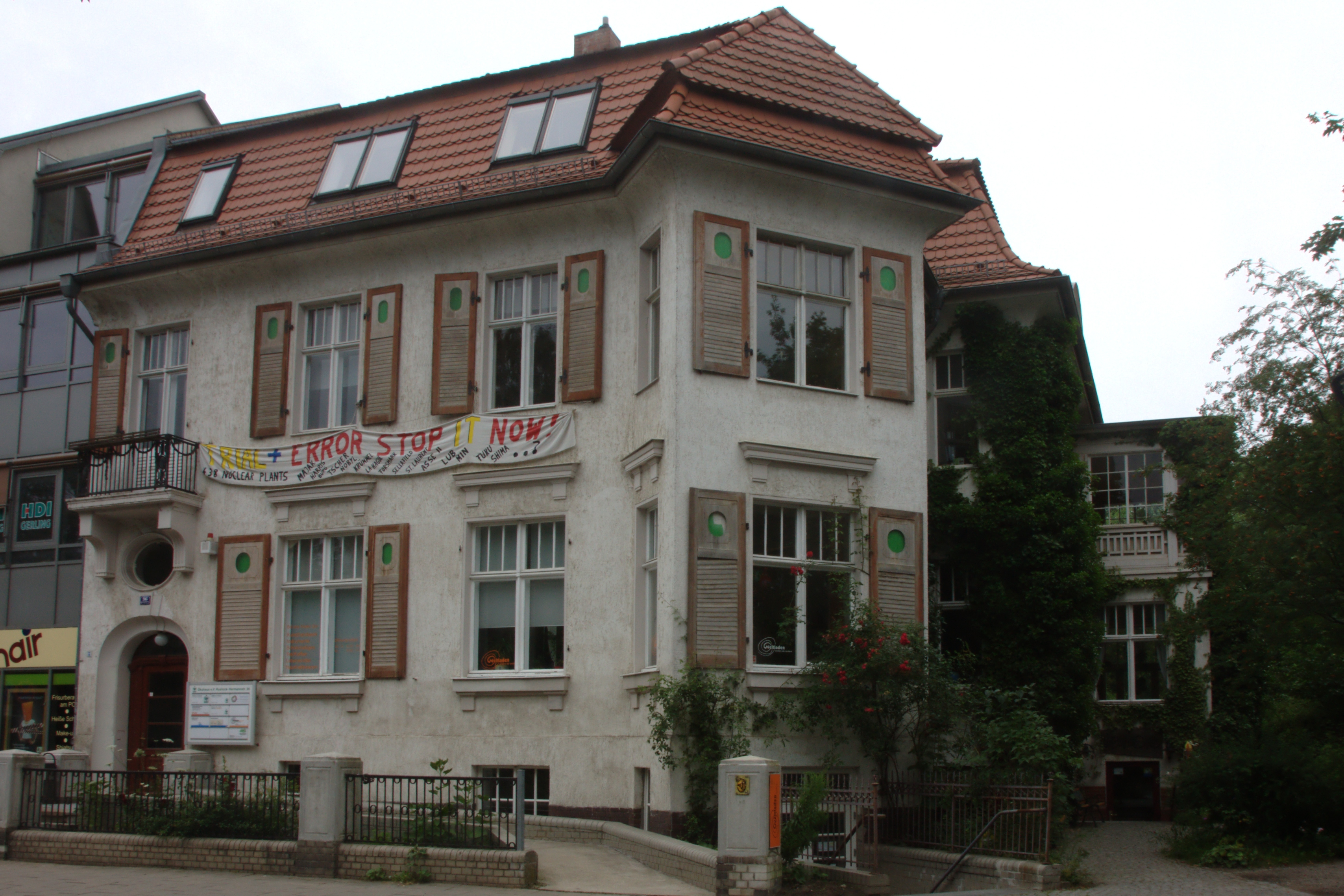
Die „Ökovilla“, Sitz des Vereins Ökohaus e.V. in Rostock

Ökohaus e. V. ist ein gemeinnütziger Verein, der in Rostock als Träger verschiedener Bildungs-, Erziehungs- und sozialer Projekte agiert. Der Verein versteht sich als Akteur im politischen Raum und engagiert sich für die Integration von Flüchtlingen, Spätaussiedlern und jüdischen Immigranten. Ein weiterer Schwerpunkt sind die Förderung des fairen Handels und Projekte mit Partnern in Afrika sowie Mittel- und Südamerika. Darüber hinaus bildet der Verein seit Jahren auch Multiplikatoren aus.
Sitz des Vereins ist die sogenannte „Ökovilla“ in der Rostocker Innenstadt. Dort befinden sich ein Kinderladen, ein Weltladen, ein Bildungsprojekt und die Geschäftsstelle. An anderen Standorten befinden sich eine Gemeinschaftsunterkunft für Asylbewerber, eine Krabbelgruppe sowie ein interkultureller Garten. Einige Räume der Ökovilla sind an den NABU, den ADFC-Landesverband Mecklenburg-Vorpommern, den ADFC Rostock, die Rostocker Rotznasen, Medinetz, Mehr Demokratie e.V. sowie ein Restaurant vermietet.

## Geschichte
Der Verein wurde 1990 im Zuge der Umbrüche in der DDR gegründet, mit dem Zweck der „Förderung von Bildung und Erziehung mit dem Ziel, Mitmenschen zu ökologischem, sozialem, solidarischem und basisdemokratischem Bewusstsein zu ermutigen und zu befähigen“. Werte wie gegenseitige Achtung und ein bewusster Umgang mit der Natur werden schon in frühester Kindheit vermittelt, die Verantwortung des Menschen für die Erhaltung der natürlichen Umwelt und die Universalität von Menschenrechten auf verschiedene Weise thematisiert.

## Projekte

### Gemeinschaftsunterkunft für Asylbewerber
Der Verein betreibt die Rostocker Gemeinschaftsunterkunft für Asylbewerber, in der rund 240 Asylsuchende leben. Der Arbeitsschwerpunkt liegt auf der Beratung von Flüchtlingen und der Förderung der Integration. Dabei sollen die Menschen befähigt werden, ihre Interessen zu vertreten und ein selbstbestimmtes Leben führen zu können.

### Weltladen
Der Verein engagiert sich für Fairen Handel, für Gerechtigkeit in den Handelsbeziehungen zwischen den Ländern des Südens und des Nordens. Deshalb wurde 1990 in der Ökovilla ein Weltladen etabliert (der einzige Weltladen der Stadt). Dieser wird ehrenamtlich betrieben und bietet neben den Produkten des Südens Informationen für die Öffentlichkeit über die Produkte, deren Herkunftsländer und über die Folgen ungerechter Welthandelsstrukturen für die dortige Bevölkerung.

### Krabbelgruppe und Kinderladen
Eine Krabbelgruppe wurde 1994 gegründet und befindet sich heute in der Südstadt. Hier werden Kinder im Alter von drei Monaten bis drei Jahren von zwei Erzieherinnen und einer Honorarkraft betreut.
Der Kinderladen „Kellermäuse“ wurde 1990 als erste Rostocker Elterninitiative gegründet. Sie entstand nach der Wende aus dem Bedürfnis heraus, eine Alternative zu den großen staatlichen Kindereinrichtungen zu schaffen. In der altersgemischten Gruppe werden 20 Kinder im Alter von zweieinhalb Jahren bis zum Schuleintritt von vier ausgebildeten Erziehern betreut. Dabei werden die Eltern in organisatorischen, pädagogischen und personellen Fragen stark in die Arbeit mit einbezogen.

### Entwicklungspolitische Bildung
Es gibt Veranstaltungen zu Themen der Entwicklungspolitik, Nachhaltigkeit und Integration durch. Ziel von Begegnungs- und Bildungsveranstaltungen ist es, Interesse an anderen Kulturen zu wecken und auf den Zusammenhang von Wohlstandsgesellschaften und Migrationsbewegungen hinzuweisen. Zielgruppen der Seminare, Weiterbildungen, Vorträge und Bildungsreisen sind vor allem Schulklassen, Lehrer, Referendare und Studierende. Die Aufgaben werden vorrangig mit vier festen Mitarbeitern realisiert. Außerdem unterhält das Bildungsprojekt eine Stelle im Rahmen des Freiwilligen Ökologischen Jahres, welche jedes Jahr neu vergeben wird. Der Verein ist eine staatlich anerkannte Einrichtung der Weiterbildung im Bereich der Bildung für nachhaltige Entwicklung (BNE).

### Interkultureller Garten
Der interkulturelle Garten in der Rostocker Südstadt entstand 2011 und ist damit das jüngste Projekt des Ökohaus e.V. Rund 50 Personen aus 20 Nationen und Kulturen bearbeiten gemeinsam ein etwa 2000 Quadratmeter großes Stück Land. Jede Gärtnerfamilie oder -gruppe kann eine Parzelle von 20 bis 40 Quadratmetern nach eigenen Vorstellungen bepflanzen. Alle Mitwirkenden planen und gestalten die gemeinsamen Flächen und Einrichtungen, wie den Gemeinschaftsgarten, die Außenküche und die Spielwiese.

## Ökovilla – Modellprojekt der DBU
Der Verein kaufte 1995 die 1908 erbaute Stadtvilla in der Hermannstraße 36 in Rostock, die sogenannte Ökovilla. Das Haus dient ebenfalls als Dach für andere Projekte und Initiativen, die Ziele und Ideale des Vereins teilen. Einige Räume des Hauses sind vermietet, etwa an ein Restaurant. Auch die Seminarräume der Villa werden vermietet.
Da etwa 40 Liter von den 120 Litern Trinkwasser, die jeder Bundesbürger durchschnittlich pro Tag verbraucht, für die Toilettenspülung verwendet werden, entschloss man sich zur Verwendung einer Trockentoilettenanlage. Denn die hohe Wassergüte ist für den Zweck der Toilettenspülung nicht erforderlich. Außerdem kann auf hygienische Weise aus Fäkalien Kompost als Rohstoff gewonnen werden. Das Projekt wurde von der Deutschen Bundesstiftung Umwelt gefördert, als bundesweites öffentlichkeitswirksames Modellprojekt für Alternativen bei der Abfallbeseitigung und Möglichkeit der Einsparung von Trinkwasser auch im öffentlichen Bereich. Zudem konnten Erkenntnisse über die Bewirtschaftung einer nachhaltigen Toilettenanlage gewonnen werden. Auch die behördliche Genehmigungsfähigkeit wurde unter Berücksichtigung baurechtlicher, hygienischer und epidemiologischer Aspekte einer öffentlich nutzbaren Komposttoilettenanlage nachgewiesen.

## Kooperationen
Der Verein kooperiert mit anderen Vereinen und Initiativen, darunter dem Eine-Welt-Landesnetzwerk M-V, dem Entwicklungspolitischen Runden Tisch der Hansestadt Rostock, dem Flüchtlingsrat des Landes und Initiativen gegen Rechts sowie der Kampagne Fairtrade-Stadt Rostock.

## Auszeichnungen
- 1998 Umweltpreis der Hansestadt Rostock (für Vereinstätigkeit)[3]
- 2013 Förderpreis Eine Welt für innovative Projekte, die das öffentliche Bewusstsein für entwicklungspolitische Anliegen und für weltweite Solidarität stärken, in der Kategorie Globales Lernen in der Schule von Brot für die Welt und dem Katholischen Fonds für das Projekt Zukunftsvisionen[4]
- 2013 erhielt der Weltladen den Umweltpreis Joe Duty der Hansestadt Rostock.
- 2014 Richard-Siegmann-Medaille für das Engagement für die Integration von Migranten und die Förderung von Toleranz gegenüber Zugewanderten, insbesondere durch das Team der Gemeinschaftsunterkunft für Asylbewerber[5]